# شیروایشی، میاگی
شیروایشی در استان میاگی در کشور ژاپن  واقع شده‌است  که دارای جمعیت ۳۸٬۶۲۹ نفر و مساحت ۲۸۶٫۴۷ کیلومتر مربع با تراکم جمعیت ۱۳۵  نفر در کیلومترمربع است و در تاریخ ۱ آوریل ۱۹۵۴ به عنوان شهر شناخته شد.